# Diritti LGBT a Mauritius

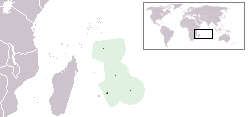
Posizione delle Mauritius

Le persone lesbiche, gay, bisessuali e transgender nelle Mauritius vanno incontro a sfide legali non affrontate dai residenti non-LGBT. Sebbene le relazioni tra persone dello stesso sesso non siano riconosciute nelle Mauritius, le persone LGBT sono protette dalla discriminazione in aree come il lavoro, la fornitura di beni e servizi, etc., rendendo le Mauritius una delle poche nazioni africane ad avere questo tipo di protezione. La costituzione delle Mauritius garantisce il diritto degli individui alla vita privata.
Mauritius è una delle 96 nazioni ad aver firmato la "dichiarazione congiunta sulla fine degli atti di violenza e delle relative violazioni dei diritti umani basate sull'orientamento sessuale e l'identità di genere" alle Nazioni Unite. Inoltre, negli anni recenti, si è avuta una maggiore accettazione verso le persone LGBT tra la popolazione mauriziana, in particolare tra i più giovani, e i sondaggi indicano che le Mauritius siano uno dei paesi più LGBT-friendly d'Africa.
Tuttavia, attitudini conservatrici verso le persone LGBT sono ancora comuni, e pertanto le persone LGBT possono affrontare discriminazioni e bullismo nel momento in cui fanno coming out o accedono alle cure sanitarie.

## Leggi sui rapporti omosessuali
Secondo una traduzione non ufficiale della Sezione 250 del codice penale di Mauritius del 1838, "qualunque individuo colpevole del reato di sodomia [...] deve essere sottoposto a lavori forzati per un periodo non superiore ai cinque anni".
Nel 2007, la Commissione sulle riforme legali raccomandò la decriminalizzazione della sodomia e l'abolizione della sezione 250 e l'ex avvocato generale Rama Valayden propose l'approvazione di una legge in questo senso, ma senza successo Azioni penali sulla base della legge sulla sodomia sono rare. Nel 2015, tuttavia, una coppia omosessuale è stata arrestata sulla base del sospetto che stessero praticando sodomia.
Nel 2017, il governo di Mauritius affermò che non avrebbe abolito la sezione 250, ma avrebbe affrontato la questione dopo averla valutata meglio. 
Il 25 ottobre 2019, lamentando l'inattività del governo, un gruppo di giovani mauriziani ha fatto ricorso davanti alla Corte suprema di Mauritius per abolire la sezione 250 sulla base del fatto che "viola i loro diritti fondamentali e la loro libertà". I ricorrenti sono rappresentati da  Dentons (Mauritius) LLP e da Franco-Mauritian Law Chambers LCMB et Associés, e sono sostenuti da Young Queer Alliance e dalla fondazione Love Honor Cherish. Una prima udienza si è avuta il 21 novembre e una seconda il 18 febbraio 2020.
Il 6 ottobre 2023 la Corte Suprema dichiara incostituzionale la sezione 250 definendola "un retaggio della colonizzazione britannica" depenalizzando quindi l'omosessualità.

## Riconoscimento delle relazioni tra persone dello stesso sesso
La legislazione di Mauritius non contempla il matrimonio omosessuale o le unioni civili.
Nel 2016, la Commissione sulle riforme legali stava valutando se legalizzare i matrimoni omosessuali.

## Adozione di bambini
Secondo un bollettino del 2006, possono adottare bambini sia genitori single che sposati. Secondo quanto riportano alcuni siti web del governo statunitense e di quello francese, le persone LGBT non sono esplicitamente escluse.
Le coppie lesbiche possono accedere alla fecondazione in vitro.

## Discriminazioni
La Legge sulle Pari Opportunità del 2008 vieta ai datori di lavoro di discriminare le persone sulla base del loro orientamento sessuale, laddove per "orientamento sessuale" si intendano "l'omosessualità, la bisessualità e l'eterosessualità".

## Identità ed espressione di genere
Attualmente non si sa se le persone transgender possono legalmente cambiare il loro genere nei documenti ufficiali.
Vari report di donne transgender locali hanno mostrato una crescente accettazione delle persone transgender nella società mauriziana, sebbene vi siano ancora dei pregiudizi.

## Donazione del sangue
Dal 2014 anche gli uomini che hanno rapporti sessuali con uomini possono donare sangue.

## Condizioni di vita
Le Mauritius sono considerate uno dei paesi più LGBT-friedly di tutta l'Africa, sebbene le persone LGBT subiscano ancora discriminazioni a causa dell'atteggiamento conservatore tra la popolazione. Le persone LGBT possono subire discriminazioni, specialmente negli ospedali pubblici e bullismo nelle scuole.
Sebbene la vita gay rimanga abbastanza tranquilla, esistendo soprattutto su internet, in privato e in parti occasionali, i villaggi turistici sono accoglienti e assolutamente non discriminatori. Per i viaggiatori LGBT vi sono pochi problemi. Non è mai stato segnalato alcun problema in caso di coppie LGBT che condividono una stanza durante le loro vacanze.

### Politica
Supporter dei diritti LGBT includono l'ex avvocato generale Rama Valayden and Ravi Yerigadoo, gli ex primi ministri Navin Ramgoolam e Paul Bérenger, e l'ex ministro dei servizi pubblici, amministrativi e delle riforme istituzionalia Alain Wong.

### Organizzazioni LGBT
Nelle Mauritius vi sono 4 organizzazioni che si occupano dei diritti della comunità LGBT: Collectif Arc-en-Ciel, Young Queer Alliance, Association VISA G e PILS.
Fondata nel 2005, Collectif Arc-en-Ciel ("collettivo arcobaleno") è l'organizzazione pioniera e principale per la comunità LGBT nelle Mauritius. Il gruppo ha organizzato il primo gay pride nelle Mauritius e ha continuato a farlo negli ultimi dieci anni, raggruppando più di 1200 partecipanti nel 2016, a Port Louis, la capitale. In quel caso, gruppi islamici radicali spararono colpi di pistola e 30 officiali di polizia erano presenti alla marcia per fornire protezione.
Nel 2014, Moments.mu è diventata la prima agenzia di viaggio nelle Mauritius a dedicare i loro servizi alla comunità LGBT.
Nel giugno 2018, un gay pride venne annullato a causa di centinaia di minacce di morte e di mutilazioni, che si crede siano state inviate da estremisti islamici. Inoltre, una controprotesta armata contro i diritti LGBT venne organizzata da  Javed Meetoo, un conosciuto terrorista islamico già sotto sorveglianza. Molte importanti figure religiose dell'isola, incluso il cardinale Maurice Piat, condannarono fermamente la protesta contro i diritti LGBT e invocarono rispetto e tolleranza per tutti. Un sit-in LGBT ebbe luogo alcuni giorni dopo a Caudan Waterfront, con il supporto del Primo ministro Pravind Jugnauth.

## Opinione pubblica
Un sondaggio del 2016 ha mostrato come il 49% dei mauriziani vorrebbe o non gli importerebbe avere un vicino LGBT.

## Tabella riassuntiva
| Attività tra persone dello stesso sesso legali                                                         | (dal 2023)         |
| Stessa età del consenso                                                                                | No                 |
| Leggi anti-discriminazione sul lavoro                                                                  | (dal 2008)         |
| Leggi anti-discriminazione nella fornitura di beni e servizi                                           | (dal 2008)         |
| Leggi anti-discriminazione in tutte le altre aree (incluso discriminazione indiretta, discorsi d'odio) | (dal 2008)         |
| Matrimonio omosessuale                                                                                 | No                 |
| Riconoscimento delle coppie tra persone dello stesso sesso                                             | No                 |
| Stepchild adoption                                                                                     | No                 |
| Adozione congiunta                                                                                     | No                 |
| Persone LGBT possono accedere apertamente alle forze armate                                            | Non ha un esercito |
| Diritto di cambiare genere legale                                                                      | No                 |
| Accesso alla fecondazione in vitro per le coppie lesbiche                                              | Si                 |
| Surrogazione di maternità                                                                              | No                 |
| Permessa la donazione di sangue per le persone omosessuali                                             | (dal 2014)         |